# Tequila-Krise
Tequila-Krise ist der populäre Ausdruck für die Peso-Krise, die Mexiko 1994/1995 durchmachte und die in eine Wirtschaftskrise mündete. Der Ausdruck entstammt ursprünglich einem Werk des mexikanischen Schriftstellers und Diplomaten Octavio Paz.
Diese Krise begann im Dezember 1994 mit einer Währungskrise, da die mexikanische Regierung nicht mehr in der Lage war, den fixierten Wechselkurs des Peso gegenüber dem US-Dollar aufrechtzuerhalten, was zu einer generellen Vertrauenskrise führte. Dies hatte einen massiven Abzug ausländischen Kapitals zur Folge. Das fehlende Kapital brachte dann die mexikanischen Unternehmen in Schwierigkeiten und so endete die Währungskrise in einer allgemeinen Wirtschaftskrise.
Auch die politische Instabilität durch eine Revolte der Zapatistas in Chiapas, die Morde am Präsidentschaftskandidaten Luis Donaldo Colosio und dem Chef der Regierungspartei PRI, aber auch die von Mexiko nicht beeinflussbare Zinssteigerung in den USA, die die Kapitalflucht aus Mexiko noch honorierte, verstärkten die Krise. Diese massive Kapitalflucht aus dem mexikanischen Währungsgebiet führte zu einer Währungsabwertung von bis zu 50 Prozent innerhalb weniger Tage. Daraus folgte ein drastischer Anstieg der Kreditkosten bei den Banken, die sich auf den liberalisierten Märkten in den USA verschuldet hatten, wodurch das Ausmaß an schlechten Krediten anstieg und die Banken vor dem Bankrott standen und dadurch überwiegend in ausländischen Besitz übernommen wurden. Mexikanische Unternehmen mussten sich nach der Bankenkrise somit bei ausländischen Kreditgebern verschulden, soweit ihnen das möglich war. Der Staatshaushalt wurde durch die hochverzinslichen Staatspapiere bei den nunmehr ausländischen Banken stark belastet.
Um der Finanzkrise zu begegnen, teilte US-Präsident Bill Clinton am 31. Januar 1995 mit, dass er ein internationales Hilfspaket anstrebe. Für die Vereinigten Staaten bewilligte er einen Anteil von 20 Milliarden US-Dollar an den Nachbarn. In der Folge gab es im Februar 1995 ein Hilfspaket von 47,8 Milliarden US-Dollar für Mexiko durch den Internationalen Währungsfonds (IWF) und die Weltbank, wodurch die Auslandsschulden weiter anstiegen, aber ein Zusammenbruch der Großbanken und Investmentfonds verhindert wurde. Der frühere Geschäftsführende Direktor des IWF Michel Camdessus bezeichnete diese als „die erste Finanzkrise des 21. Jahrhunderts“, welche sich enorm von den früheren Krisen seit den 1980er Jahren trenne.